# Stenochroma aurivilliana
Stenochroma aurivilliana là một loài bọ cánh cứng trong họ Cerambycidae.